# Mdir
Mdir은 도스 사용자들이 도스 명령 프롬프트에 명령어를 입력하지 않아도 되도록 사용자 인터페이스를 제공해 주는 유틸리티로 대한민국의 최정한이 작성했다. 제작자의 여자친구를 위해 처음 개발된 본 프로그램은, 당시에 컴퓨터를 잘 모르는 사용자들도 쉽게 컴퓨터를 다룰 수 있도록 고안되었다. 또한 개인 사용자들에게는 셰어웨어 버전으로도 다양한 기능들을 제공하였고 사용 기간에 특별한 제한이 없었다.
명령어를 일일이 입력할 필요 없이 화살표키와 엔터키만으로도 편하게 프로그램을 실행할 수 있었기 때문에 많은 인기를 끌었다.
Mdir II에 이어, 여러 버그 수정과 기능 개선이 되고 버전이 업데이트되면서 1998년에 Mdir III 3.10까지 나왔다가 마이크로소프트 윈도우에 가려져 빛을 잃기 시작했다. 윈도용으로 WinM이 개발되었으나 현재는 더 이상 업데이트나 지원을 하지 않고 있다.
도스에서 M이라고 입력하면 쉽게 Mdir 프로그램이 실행되었다는 것 때문에 사람들은 이 프로그램을 엠이라고 줄여 부르기도 했다.
비슷한 프로그램으로는 마이크로소프트의 도스 셸(DOSSHELL)이 있으나 속도가 느려 인기를 끌지는 못하였다.

## 실행 파일
Mdir 유틸리티 패키지 안에는 다음과 같은 실행 파일들을 제공한다.
- M.EXE: Mdir 기본 실행 프로그램
- MSET.EXE: Mdir 설정 프로그램
- VV.EXE: 뷰어 프로그램 "보라" - 완성형/조합형 한글을 지원하는 문서 보기 프로그램
- HCONV.EXE: 텍스트 파일의 확장형/조합형 상호 변환 프로그램
- DSCMAN.EXE: 하드 디스크 안에 쓸모 없는 파일을 지워 주고 정리해 주는 프로그램
- MCD.BAT: 디렉터리의 트리를 나열하고 들어가는 프로그램 (노턴 유틸리티에서 나온 NCD와 비슷함)
- MFF.EXE: 파일 찾기 프로그램
- MF.EXE: 플로피 디스크 포맷 프로그램

## 사용 환경
도스용 최신 버전 기준으로 사용 환경은 다음과 같다.
- IBM-PC/AT 100% 호환기종. 286, 386, 486, 펜티엄
- MS-DOS 3.3 100% 호환 운영 체제, 윈도 3.1, 윈도우 95.
- HGC, EGA, VGA (CGA는 MSET과 보라가 지원하지 않음)
- 기본 메모리 640 킬로바이트 이상 (적어도 265K 이상 필요)
- 보조 기억장치 (하드 디스크에 설치 권장)
- CD-ROM 드라이브 지원
- LAN 환경 지원 (MSET에서 지정)
- XMS, EMS, 디스크를 스와핑 사용함. 남은 공간 300K 이상
- 한글/한자 바이오스에서 한글 메시지 지원.

### 제한 사항
도스용 최신 버전 기준으로 제한 사항은 다음과 같다.
- 윈도우 95 (MS-DOS 7.0) 이상에서만 긴 파일 이름 지원
- 한 디렉터리에 최대 2000개까지의 파일 (메모리 부족시 500개까지)
- 최대 1000개까지의 주석, 한 주석에 80글자까지
- 한 드라이브에 최대 2000개까지의 디렉터리(MCD에서)

## 지원하는 압축 파일
압축 파일을 볼 수 있으나, 압축을 풀려면 별도의 유틸리티가 필요하다. 기본 단축키는 Ctrl+X이다.
- LZH, ICE
- ZIP
- ARJ
- ARC
- OMP
- ZOO
- SQZ
- RAR
- UC2
- HPK
- ACE

## 참조
1. 1 2  Mdir 유틸리티 소프트웨어 설명서 참조

## 같이 보기
- WinM
- 토탈 커맨더 - Mdir, WinM과 비슷한 프로그램
- 넥서스파일 - Mdir과 매우 유사한 디자인과 인터페이스를 지닌 파일 관리자